# Vilémovo mládí
Vilémovo mládí (před 1250, Enfances de Guillaume) je jeden z francouzských středověkých hrdinských eposů, tzv. chansons de geste. Píseň líčí první hrdinské skutky Viléma Oranžského, syna Aymeriho de Narbonne, a je proto řazena do Cyklu Viléma Oranžského.

## Obsah písně
Aymeri de Narbonne dostane vzkaz od císaře Karla Velikého aby přijel se svými čtyřmi nejstaršími syny (včetně Viléma) do Saint-Denis, kde budou synové přijati do císařských služeb ještě před tím, než se stanou rytíři. Na cestě se Aymeri se syny setká s posly saracénského krále Tibauta, kteří jedou do Orange vyjednat Tibautův sňatek s krásnou princeznou Orable a jako dar jí přivádějí nádherného koně Baucenta. Dojde ke střetnutí, ve kterém Aymeri se syny zvítězí, a Vilém se stane majitelem Baucenta.

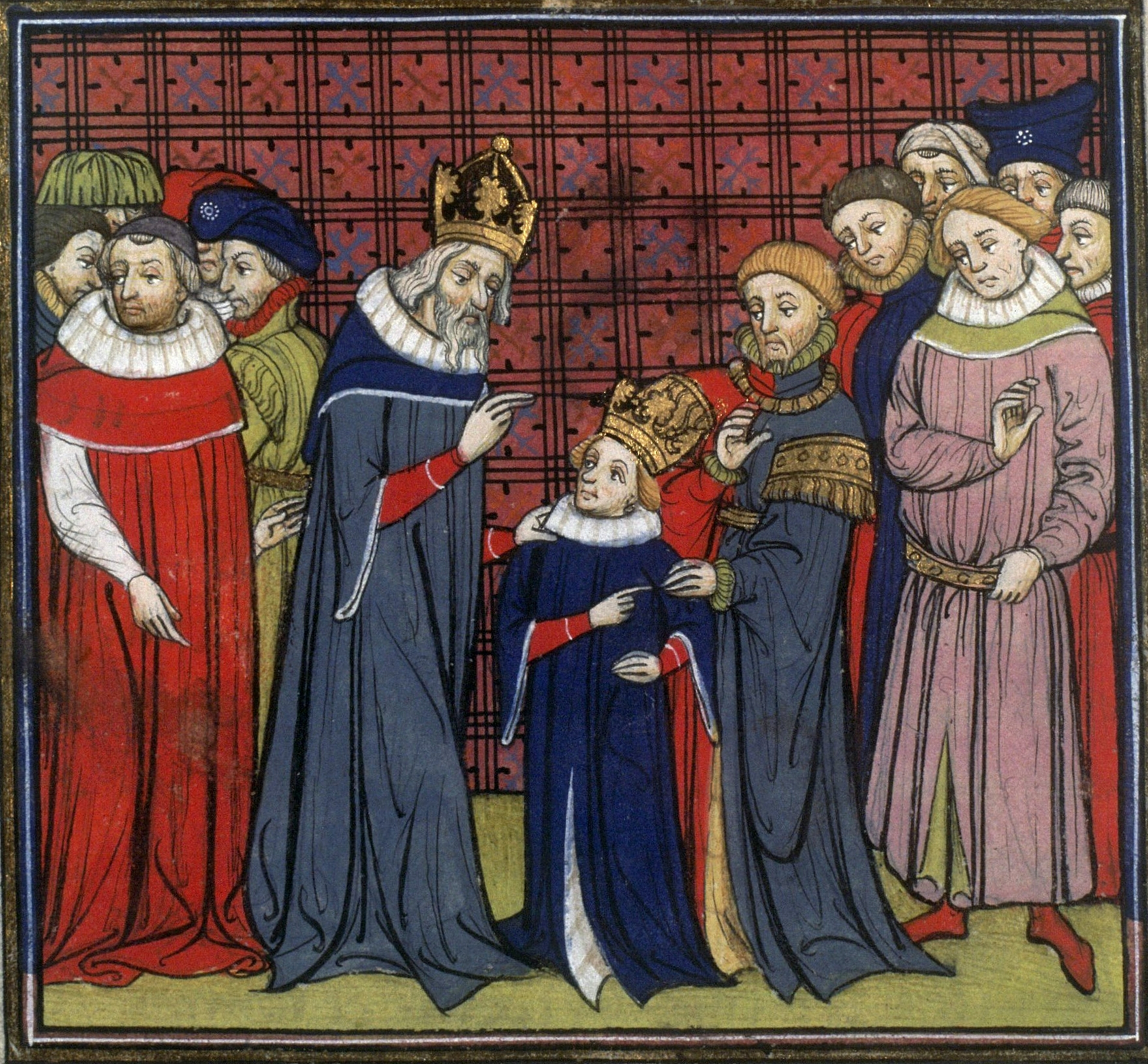
Karel Veliký a jeho syn Ludvík (ilustrace ze 14. století)

Okouzlený saracénským popisem Orable, posílá Vilém princezně jestřába jako dar a vzkaz, že si jednoho den pro ni přijde, aby se stala jeho ženou. Po obdržení zprávy a daru se Orable do Viléma zamiluje a pošle k němu posla se zlatým prstenem jako darem, aby na ni nezapomněl.
Na císařském dvoře jsou všichni bratři pasováni na rytíře, protože císař je zaujat jejich statečností. Vilém od císaře obdrží meč Joyeuse, který patřil prvnímu králi Franků. Je to znamení, že obrana křesťanství bude posláním narbonnského rodu. Císař rovněž vyjádří své znepokojení, že po jeho smrti odmítnou pairové jeho syna Ludvíka poslouchat. Vilém císaři slíbí, že bude jeho syna a následníka trůnu ochraňovat.
Mezitím Tibaut oblehne Narbonne, protože ví, že obrana města je oslabena nepřítomnosti Aymeriho a jeho synů. Aymeriho manželce Hermengardě se podaří poslat na císařský dvůr žádost o pomoc. Aymeri se syny se okamžitě vydá městu na pomoc a Tibaut musí s vojskem prchnout na lodích.
Píseň končí žádostí císaře, aby Vilém přijel do Cách a ochránil Ludvíka, protože pairové ho chtějí zbavit následnictví. Vilém okamžitě uposlechne (viz píseň Korunovace krále Ludvíka).